# Dobele
Dobele es una villa de la región cultural de Semigalia en Letonia, y se encuentra cerca del centro del país a la orilla del río Bērze. Obtuvo los derechos de villa en 1917 mientras formada parte de la Gobernación de Curlandia durante la ocupación alemana en la Primera Guerra Mundial.

## Historia
El primer registro histórico de Dobele se remonta a 1254, sin embargo, en aquella época sólo era una fortaleza de madera que fue destruida durante la Guerra de Independencia Semigaliana (1279–1290), fase final de las Cruzadas bálticas en Letonia. 
En este lugar, se erigió un nuevo castillo de piedra en 1335 alrededor del cual comenzó a crecer un pequeño asentamiento. Las ruinas de la fortaleza todavía son visibles y están siendo restauradas. Se construyó una iglesia en 1495 y finalmente la fortaleza se convirtió en el mercado local. Durante el siglo XVII, bajo el mandato del duque Jacob Kettler, aparecieron un molino de agua, un aserradero así como una productora de vinagre. En 1927 la línea de ferrocarril Jelgava-Liepāja conectaba la población con otras villas importantes lo que produjo un importante desarrollo en la zona.

## Fiestas
- Ielīgosim Jāņus, celebración del solsticio de verano
- Jubileja o festival, cambia de fecha anualmente.

## Demografía

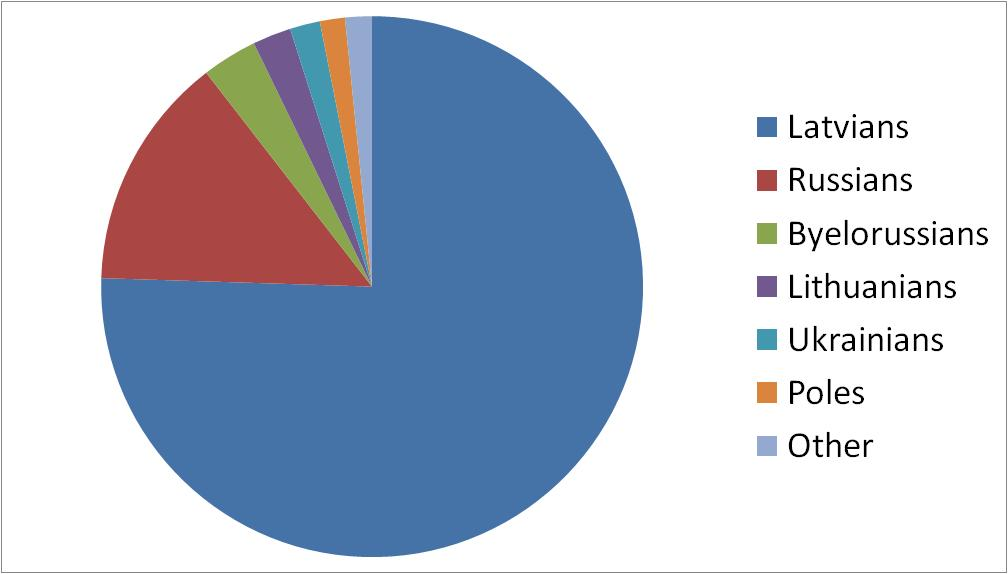
Distribución proporcional de las diferencias etnias en Dobele.

| \| Demografía en Dobele \| Demografía en Dobele \| Demografía en Dobele \| Demografía en Dobele \| Demografía en Dobele \| \| -------------------- \| -------------------- \| -------------------- \| -------------------- \| -------------------- \| \| \| \| \| \| \| \| Letones \| Letones \| \| 75.5 % \| 75.5 % \| \| Rusos \| Rusos \| \| 14 % \| 14 % \| \| Bielorrusos \| Bielorrusos \| \| 3.3 % \| 3.3 % \| \| Lituanos \| Lituanos \| \| 2.3 % \| 2.3 % \| \| Ucranianos \| Ucranianos \| \| 1.8 % \| 1.8 % \| \| Polacos \| Polacos \| \| 1.5 % \| 1.5 % \| \| Otros \| Otros \| \| 1.6 % \| 1.6 % \| |             |  |        |        |
| Demografía en Dobele |             |  |        |        |
| |             |  |        |        |
| Letones | Letones     |  | 75.5 % | 75.5 % |
| Rusos | Rusos       |  | 14 %   | 14 %   |
| Bielorrusos | Bielorrusos |  | 3.3 %  | 3.3 %  |
| Lituanos | Lituanos    |  | 2.3 %  | 2.3 %  |
| Ucranianos | Ucranianos  |  | 1.8 %  | 1.8 %  |
| Polacos | Polacos     |  | 1.5 %  | 1.5 %  |
| Otros | Otros       |  | 1.6 %  | 1.6 %  |

## Personajes Ilustres
- Viktors Ščerbatihs, medallista olímpico
- Lauris Reiniks, músico.
- Alexei Kudrin, Ministro de Economía de Rusia.
- Kristaps Abimeicevs, estrella de Floorball.
- Bárbara D'Achille, ecologista litonio-peruana.